# Gaius Caesonius Macer Rufinianus

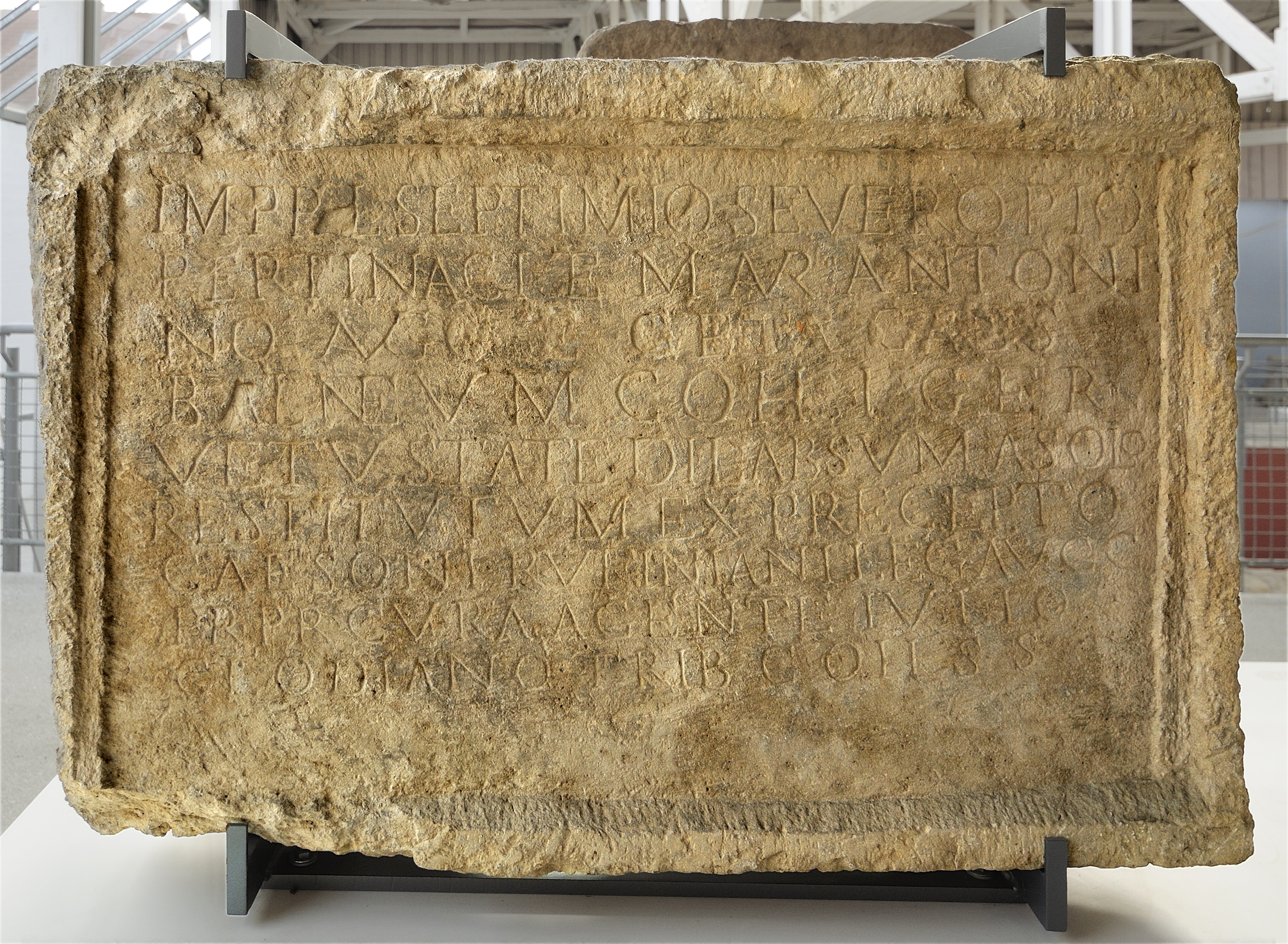
Die Inschrift, gefunden beim Kastell Jagsthausen

Gaius Caesonius Macer Rufinianus (vollständige Namensform Gaius Caesonius Gai filius Quirina Macer Rufinianus) war ein im 2. und 3. Jahrhundert n. Chr. lebender römischer Politiker. Durch eine Inschrift, die in Tibur gefunden wurde, ist seine Laufbahn bekannt, die in der Inschrift als cursus inversus, d. h. in absteigender Reihenfolge wiedergegeben ist.
Rufinianus übte zunächst im Rahmen des Vigintivirats das Amt eines IIIvir capitalis aus. Im Anschluss leistete er seinen Militärdienst als Tribunus militum in der Legio I Adiutrix, die ihr Hauptlager in Brigetio in der Provinz Pannonia superior hatte. Für seine Leistungen erhielt er von Mark Aurel (161–180) militärische Auszeichnungen (donato donis militaribus a divo Marco).
Danach wurde er Quaestor in der Provinz Gallia Narbonensis und im Anschluss Tribunus plebis in Rom. Als Nächstes war er als Legatus dem Statthalter in der Provinz Baetica zugeteilt. Nach Rom zurückgekehrt, wurde er Praetor. Danach war er erneut als Legatus einem Statthalter zugeteilt, diesmal in der Provinz Asia.
Die nächsten Positionen seiner Laufbahn waren (in dieser Reihenfolge): curator rei publicae Asculanorum, Kommandeur (Legatus legionis) der Legio VII Claudia, die ihr Hauptlager in Viminatium in Moesia superior hatte, Statthalter (Proconsul) in der Provinz Achaea, curator rei publicae Tarracinensium, Statthalter (Legatus Augusti pro praetore) in Lusitania und curator rei publicae Teanensium.
Zu einem unbestimmten Zeitpunkt danach wurde Rufinianus Suffektkonsul. Nach seinem Konsulat war er zunächst curator alvei Tiberis und wurde danach Statthalter in Germania superior, wo er durch eine Inschrift belegt ist. Die weiteren Positionen seiner Laufbahn waren (in dieser Reihenfolge): curator aquarum et Miniciae, Statthalter in Africa und curator rei publicae Lavininorum II.
Rufinianus gehörte zu den Comites von Severus Alexander (222–235). Zu einem unbestimmten Zeitpunkt während seiner Laufbahn wurde er in das Priesterkollegium der Sodales Augustales aufgenommen. Er war in der Tribus Quirina eingeschrieben. Seine Ehefrau war Manilia Lucilla, die durch eine Inschrift aus Tibur belegt ist; mit ihr hatte er mindestens einen Sohn, Lucius Caesonius Lucillus Macer Rufinianus, der ebenfalls Suffektkonsul wurde. Die beiden Inschriften aus Tibur wurden durch den Sohn für seine Eltern errichtet.

## Datierung
Bei der Real Academia de la Historia finden sich folgende Datierungen zu den einzelnen Stationen seiner Laufbahn: Auszeichnung durch Mark Aurel um 178/180, Legatus in Baetica 185, Praetor 187, Statthalter in Lusitania von 193/194 bis 197, Suffektkonsul 197 und Statthalter in Germania superior um 200/203.
Die Inschrift mit seiner Laufbahn wird bei der EDCS auf 222/235 und bei der EDH auf 218/230 datiert, die Inschrift aus Jagsthausen auf 198/209 (bzw. 197/209).